# بيرند باومان
بيرند باومان هو اقتصادي وسياسي ألماني، ولد في 31 يناير 1958 في Wanne-Eickel ‏ في ألمانيا. نشط حزبياً في البديل من أجل ألمانيا (2013 – 2013). في الانتخابات الفيدرالية الألمانية 2017، انتخب عضو في البوندستاغ الألماني عن دائرة Hamburg-Altona (electoral district) ‏ وقد انضم خلال البوندستاغ الألماني التاسع عشر (24 أكتوبر 2017 – ) للكتلة البرلمانية جماعة حزب البديل من أجل ألمانيا في البوندستاغ ‏ وانتخب عضو برلمان هامبورغ ‏ (2 مارس 2015 – ) وانتخب عضو برلمان هامبورغ ‏.